# Centre Pompidou

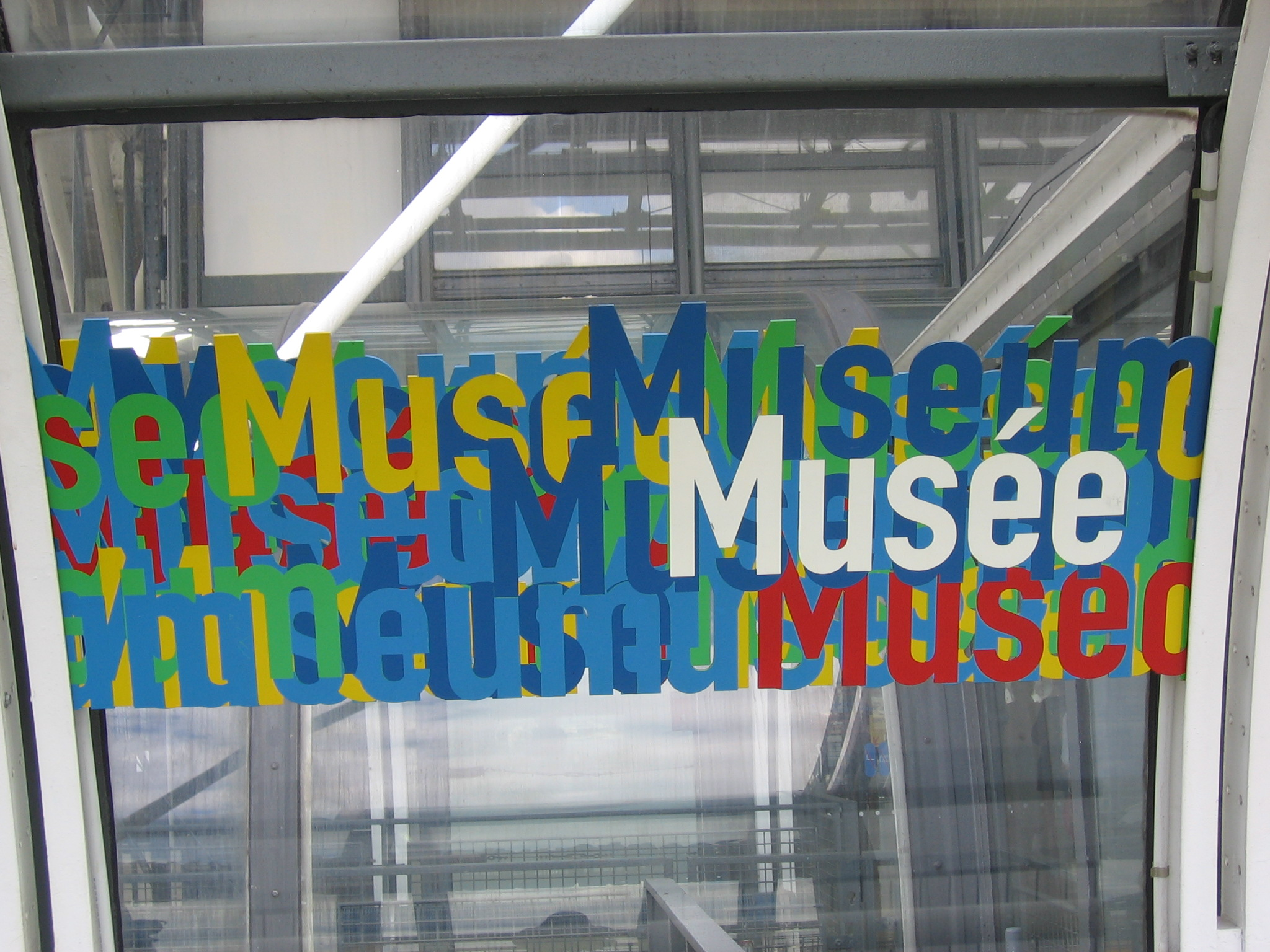
Museum

Het Centre Pompidou, officieel het Centre national d'art et de culture Georges-Pompidou ook bekend als Centre Pompidou of Beaubourg, is een toonaangevend centrum voor moderne kunst in Parijs. Het werd in februari 1977 geopend, waarmee een wensdroom van de voormalige Franse president Georges Pompidou gestalte kreeg. Hij wilde dat er in Parijs een groot publiekscentrum werd gebouwd waar alle vormen van moderne kunst en andere culturele uitingen een plek zouden kunnen krijgen.

## Gebouw
Het Centre Pompidou is een opvallend gebouw. Het is ontworpen door de Britse architect Richard Rogers en de Italiaanse architect Renzo Piano. De gevel van het gebouw is een wirwar van pijpen en buizen in verschillende kleuren. De kleuren geven de functie van de buizen aan. Zo verwijzen de witte buizen naar luchtfiltratie, de gele naar elektriciteit, de groene naar water en de rode delen naar het transport van bezoekers doorheen het museum. De opzet van de architecten was om het gebouw als het ware binnenstebuiten te keren.

## Musée national d'art moderne
In het centrum is op twee etages onder andere het Musée national d'art moderne gevestigd met een van de belangrijkste verzamelingen moderne kunst ter wereld. In de collectie van circa zestigduizend werken vindt men onder andere sculpturen, schilderijen, boeken, films, video, documentatie over muziek en vormgeving.
De activiteiten van het Centre Pompidou zijn onder andere:
- presentatie van de permanente collecties van het Musée national d'art moderne en het Centre de création industrielle
- tentoonstellingen
- Bibliothèque Kandinsky, leesplek voor het gewone publiek, mogelijk gemaakt door de Bibliothèque publique d'information
- optredens onder andere theater, dans en muziek
- bioscoop, symposia en debatten en publicaties.

## Renovaties
Na twintig jaar intensief gebruik was het Centre Pompidou in 1997 hard aan een opknapbeurt toe. Er waren in de voorafgaande jaren zo'n 160 miljoen bezoekers geweest en dat had zijn tol geëist. De renovatie en de interne vernieuwing werd uitgevoerd door de architecten Renzo Piano en Jean-François Bodin. Op 1 januari 2000 werd het gerenoveerde Centre Pompidou heropend. Begin 2021 meldde de directie dat het gebouw lijdt aan ernstige 'verouderingsverschijnselen'. Vanaf eind 2025 zal het museum vijf jaar lang gesloten zijn vanwege een nieuwe renovatie die naar schatting 200 miljoen euro gaat kosten.

## Afbeeldingen

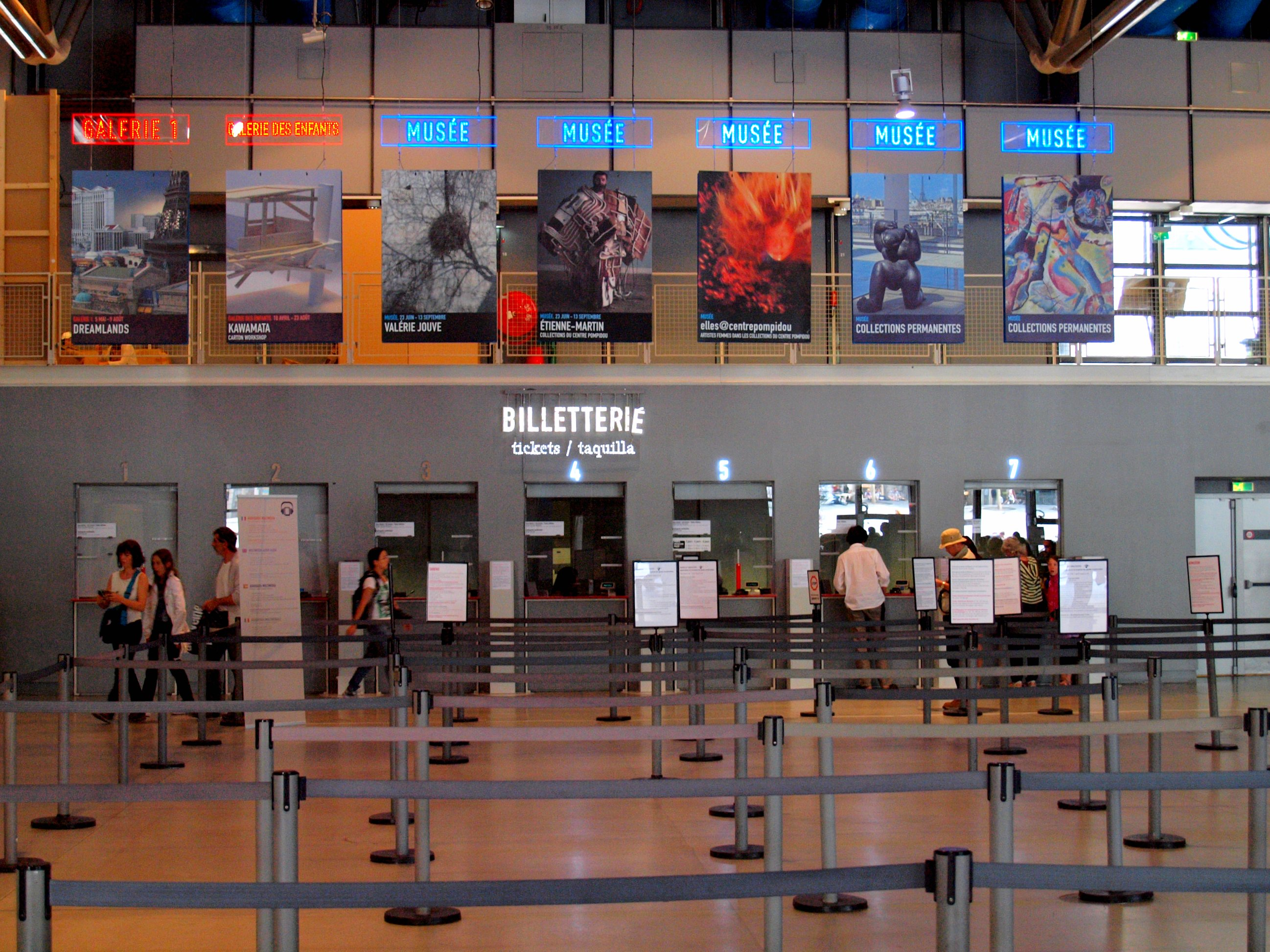
Kassa's
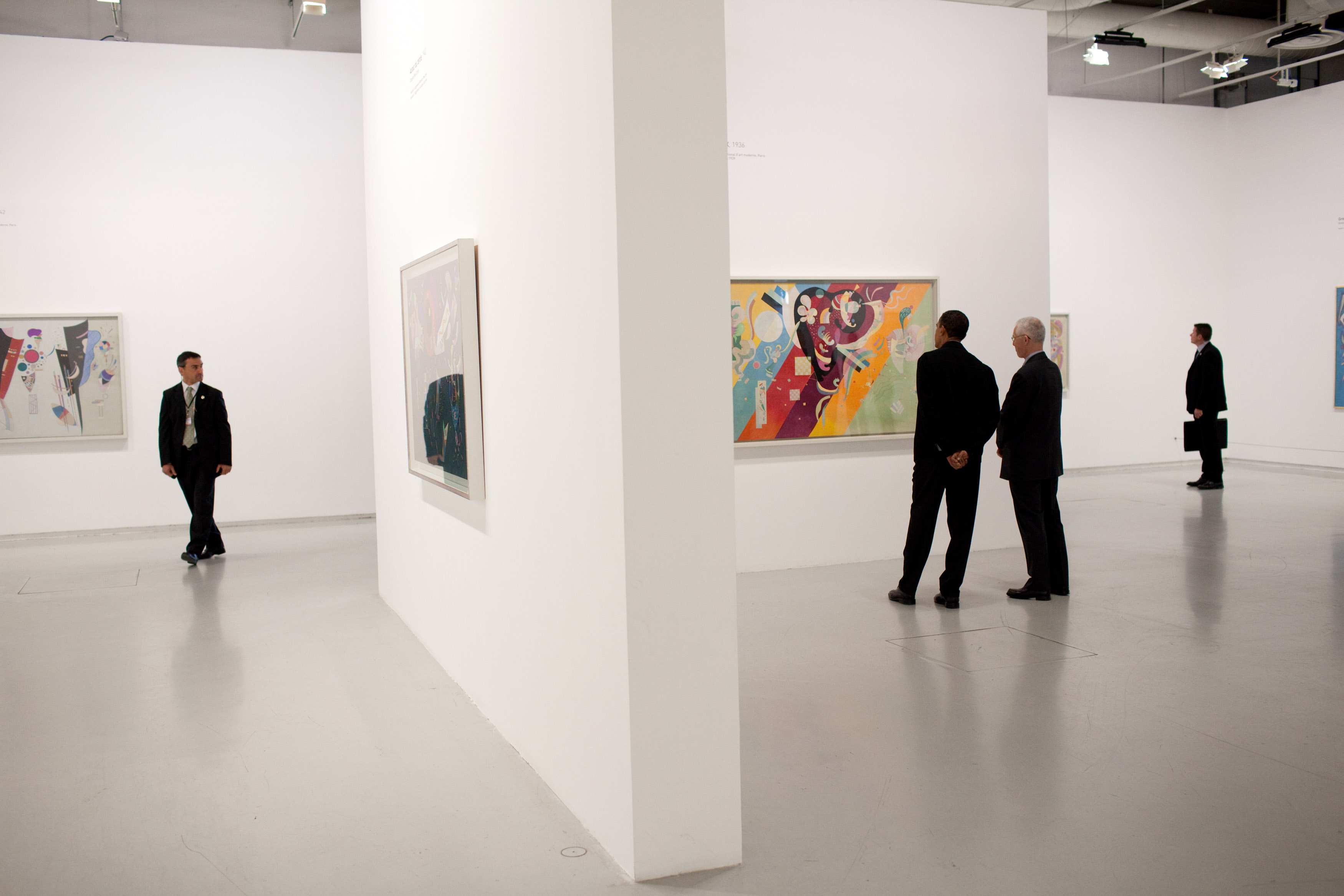
Bezoek van Barack Obama (2009)
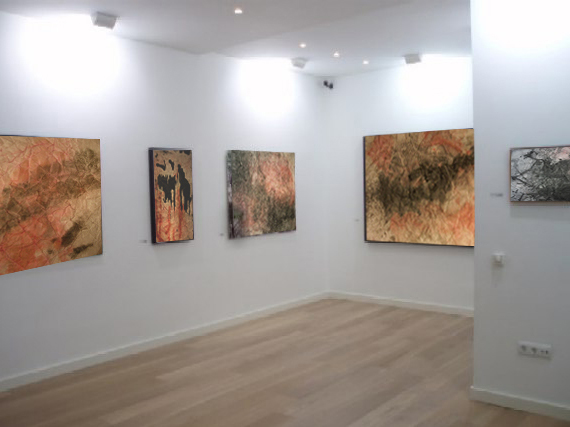
Musée d'art abstrait du Paris